# Microgoniella quevedoensis
Microgoniella quevedoensis är en insektsart som beskrevs av Young 1977. Microgoniella quevedoensis ingår i släktet Microgoniella och familjen dvärgstritar. Inga underarter finns listade i Catalogue of Life.